# Karl Wilhelm Hennert

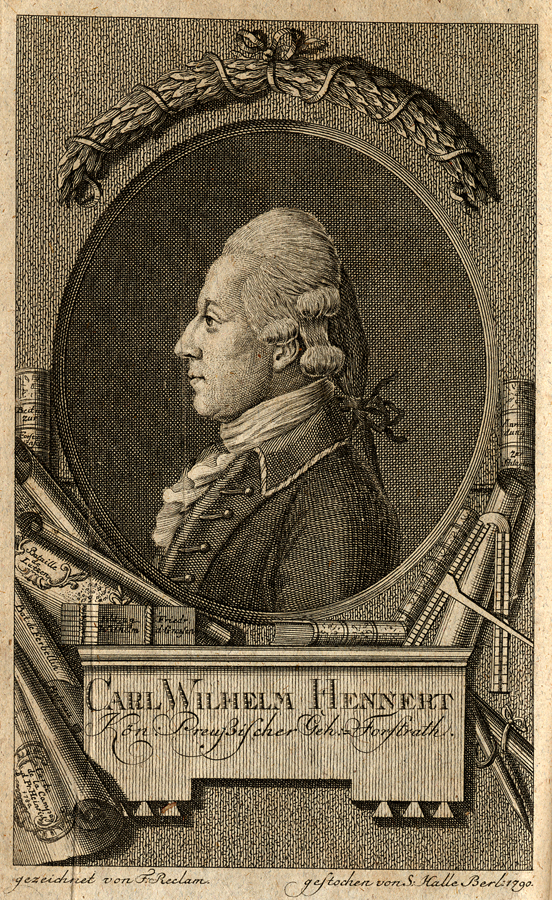
Karl Wilhelm Hennert

Karl Wilhelm Hennert (auch Carl Wilhelm Hennert; * 3. Januar 1739 in Berlin; † 22. April 1800 ebenda) war ein deutscher Forstmann.

## Leben
Karl Wilhelm Hennerts Bruder war Johann Friedrich Hennert (1733–1813), der ihn maßgeblich förderte. Er erwarb eine gute Allgemeinbildung und wurde Leutnant in der preußischen Artillerie. Später wurde er Schlossbauinspektor in Rheinsberg (Schloss Rheinsberg) beim Prinzen Heinrich von Preußen. Dort oblag ihm auch die Aufsicht über den Buchenwald Borbero, wodurch er sich näher mit dem Forstwesen beschäftigte. Seit 1780 unternahm er Forstvermessungen und wurde 1785 in Berlin Oberforst-Bauinspektor und mit der Leitung des Forstvermessungswesens in Preußen betraut.

## Veröffentlichungen
- Anweisung zu Taxation der Forsten (Online)
- siehe auch: Johann Georg Meusel: Lexikon der vom Jahr 1750 bis 1800 verstorbenen teutschen Schriftsteller, Band 5, S. 364